# Estelle Nze Minko
Estelle Nze Minko (Saint-Sébastien-sur-Loire, 11 de agosto de 1991) é uma handebolista profissional francesa, medalhista olímpica.

## Carreira
Estelle Nze Minko começou a jogar handebol aos 12 anos na cidade de Saint-Julien-de-Concelles, perto de Nantes. Dois anos depois, voltou ao centro juvenil do Segré e fez parte da equipe do Nantes LAH que então jogava no Nationale 1. Em 2009, querendo vivenciar a primeira divisão, ingressou no Toulouse Féminin Handball com apenas 18 anos, mas o clube é colocado em liquidação compulsória no final da temporada. Posteriormente, ela jogou duas temporadas pelo Mios-Biganos, uma temporada pelo HBC Nîmes antes de retornar ao seu clube de formação, o Nantes LAH 3, em 2013.
Em outubro de 2013, Estelle Nze Minko foi convocada pela primeira vez para a seleção francesa para as partidas contra Eslováquia e Finlândia pelas eliminatórias da Euro 2014. No dia 24 de outubro, contra a Eslováquia, ela fez sua primeira seleção. Em dezembro de 2014, foi selecionada para participar do Campeonato Europeu de 2014 na Hungria e na Croácia. Depois de um bom início de competição, a França finalmente terminou em 5º lugar na competição, com Nze Minko se destacando na partida pelo quinto lugar ao marcar 7 gols.
Para a temporada 2015-2016, assinou com o Fleury para substituir Marta Mangué. No Fleury conquistou o primeiro título nacional com a Copa da Liga de 2016. Em abril de 2016, ingressou no clube húngaro Siófok KC para aquela que seria sua primeira experiência no exterior, ao lado de sua companheira de seleção francesa, Chloé Bulleux.
Em dezembro de 2016, conquistou sua primeira medalha, em bronze, com a seleção francesa no Europeu. Com 35 gols e 20 assistências, ela é uma das melhores jogadoras da 10ª competição e contribui muito para a grande trajetória dos Les Bleues. O reconhecimento internacional veio nos anos seguintes com os títulos de campeão mundial em 2017 e campeão europeu em 2018. Como indivíduo, ela alcançou notavelmente um Campeonato Europeu de alto nível, terminando como artilheira dos Les Bleues e quinta artilheira do torneio com 38 gols marcados e mais de 82% de sucesso de chutes. Ela foi eleita na eleição de melhor jogadora de handebol mundial do ano de 2018. Para a temporada 2019-2020, ela ingressou no clube Győr.
No dia 20 de dezembro de 2020, foi eleita a melhor jogadora do Campeonato Europeu de 2020 mas não conseguiu evitar, poucas horas depois, que a Noruega vencesse a França nas oitavas de final. Faz então parte da seleção francesa sagrada campeã olímpica em 2021: entra assim no círculo fechado de jogadoras que venceram as três principais competições internacionais. Em setembro de 2022, ela foi nomeada capitã da seleção francesa e guiou os Bleues ao terceiro título mundial conquistado na final contra a Noruega, em 17 de dezembro de 2023.